# Tętnica środkowa siatkówki

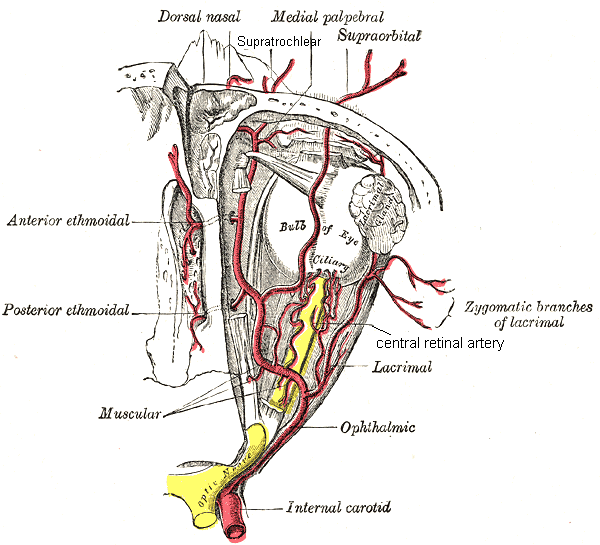
Naczynia prawego oczodołu – widok z góry. Tętnica środkowa zaznaczona po prawej stronie jako central retinal artery

Tętnica środkowa siatkówki (ang. central retinal artery, łac. arteria centralis retinae) – w anatomii człowieka gałąź tętnicy ocznej. Zaopatruje ona wewnętrzne warstwy siatkówki.

## Przebieg
Tętnica środkowa siatkówki jest pierwszą gałęzią tętnicy ocznej, odchodzi często jeszcze podczas przejścia przez oponę twardą. W swoim przebiegu kieruje się do przodu do dolnej strony nerwu wzrokowego i wnika do niego w jego środkowej części odcinka oczodołowego 0,5–1,5 cm od gałki ocznej. Po przebiciu twardówki dochodzi do wewnętrznych warstw siatkówki, które zaopatruje licznymi gałązkami.

### Zmienność
Tętnica środkowa siatkówki może odchodzić od gałęzi tętnicy ocznej: tętnicy łzowej lub jednej z tętnic rzęskowych tylnych krótkich.
15–30% populacji posiada tętnicę rzęskowo-siatkówkową (ang. cilioretinal artery), która pozwala zachować większą ostrość wzroku w przypadku zamknięcia tętnicy środkowej siatkówki.

### Życie płodowe
W życiu płodowym tętnica środkowa siatkówki przedłuża się w tętnicę ciała szklistego (łac. arteria hyaloidea), która przebiega przez ciało szkliste do tylnej powierzchni torebki soczewki.

## Znaczenie kliniczne
Zamknięcie tętnicy środkowej siatkówki prowadzi do nagłej utraty wzroku. Dodatkowo w oftalmoskopii widoczny jest m.in. obrzęk siatkówki, red cherry spot oraz w 40% przypadków zator, który spowodował zamknięcie.